# Vector d'excentricitat

Il·lustració de les diferents característiques d'una el·lipse. El vector excentricitat està assenyalat en verd.

En mecànica celeste, el vector d'excentricitat és un vector constant que apunta cap al pericentre de l'òrbita i que té per mòdul la seva excentricitat.

## Càlcul
El vector d'excentricitat {\displaystyle \mathbf {e} \,} es pot calcular a partir dels elements característics de l'òrbita {\displaystyle \mathbf {v} \,} i {\displaystyle \mathbf {r} \,} en qualsevol instant (el resultat és constant).
{\displaystyle \mathbf {e} ={1 \over {\mu }}\left[\left(v^{2}-{\mu  \over {\mathbf {\left|r\right|} }}\right)\mathbf {r} -(\mathbf {r} \cdot \mathbf {v} )\mathbf {v} \right]}
on:
- {\displaystyle \mathbf {v} \,\!} és el vector velocitat orbital,
- {\displaystyle \mathbf {r} \,\!} és el radi vectorial,
- {\displaystyle \mu \,\!} és la constant gravitacional.

També es pot definir com a:
{\displaystyle \mathbf {e} ={\mathbf {v} \times \mathbf {h}  \over {\mu }}-{\mathbf {r}  \over {\left|\mathbf {r} \right|}}}
on:
- {\displaystyle \mathbf {v} \,\!} és el vector velocitat orbital,
- {\displaystyle \mathbf {h} \,\!} és el moment angular relatiu específic,
- {\displaystyle \mathbf {r} \,\!} és el radi vectorial,
- {\displaystyle \mu \,\!} és la constant gravitacional del cos d'atracció.